# اوغور بورال
اوغور بورال (انگلیسی: Uğur Boral؛ زادهٔ ۱۴ آوریل ۱۹۸۲) بازیکن فوتبال اهل ترکیه است.
از باشگاه‌هایی که در آن بازی کرده‌است می‌توان به باشگاه ورزشی گنچلربیرلیغی، باشگاه فوتبال آنکارا اسپور، باشگاه ورزشی کوکائلی اسپور، باشگاه فوتبال بشیکتاش، باشگاه فوتبال فنرباغچه، و باشگاه فوتبال سامسون‌اسپور اشاره کرد.
وی همچنین در تیم ملی فوتبال ترکیه بازی کرده‌است.